# Cano Municipal
Cano Municipal é uma área de governo local da Nigéria situada no estado de Cano. Compreende área de 17 quilômetros quadrados e segundo censo de 2006 havia 65 525 habitantes. Sua sede está em Cofar Cudu.